# Kerstin Norborg
Kerstin Martha Fredrika Norborg, född 5 december 1961 i Lund, är en svensk författare. 
Kerstin Norborg började som poet men de tre senaste böckerna är romaner. Min faders hus (fritt berättad om farfar Henrik Norborgs liv) vann flera priser och blev nominerad till Augustpriset.
Kerstin Norborg har tidigare arbetat som journalist och har studerat violin vid Musikhögskolan i Göteborg. Hon är idag bosatt i Stockholm.
Hon är dotter till Elisabeth och Lars-Arne Norborg.